# Carta Africana dels Drets Humans i dels Pobles

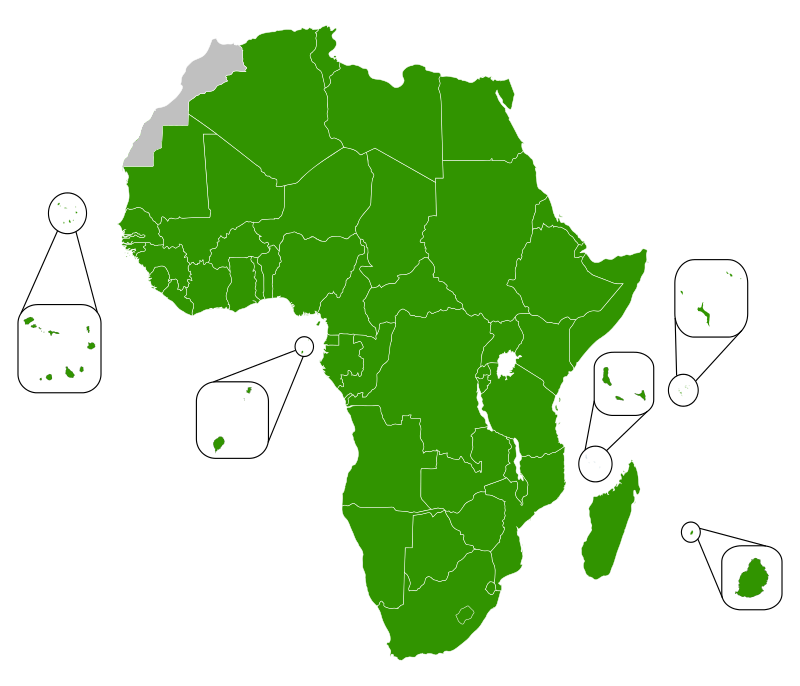
Carta Africana dels Drets Humans i dels Pobles

La Carta Africana de Drets Humans i dels Pobles és una declaració promoguda per la Unió Africana en 1981 per recollir els drets humans considerats bàsics pels seus membres, prioritzant els drets econòmics, socials i culturals sobre els civils. Una de les seves redactores va ser Bineta Diop. Va ser ideada com la base per a una futura justícia comuna al continent africà.
Alguns dels drets més destacats són:
- dret a la llibertat
- dret a no patir discriminació
- dret a la propietat i a la participació política
- dret a l'educació, la salut i el treball
- dret a l'autodeterminació
- dret al desenvolupament econòmic i medioambiental

Respecte altres declaracions similars, apareix com poc detallada en qüestions laborals o de participació política, però en canvi reconeix l'autodeterminació i el desenvolupament, drets considerats de segona generació.